# Chrysops nigripes
Chrysops nigripes är en tvåvingeart som beskrevs av Zetterstedt 1838. Chrysops nigripes ingår i släktet Chrysops och familjen bromsar. Arten är reproducerande i Sverige. Inga underarter finns listade i Catalogue of Life.